# De Havilland DH.91 Albatross
El De Havilland DH.91 Albatross fue un monoplano cuatrimotor de transporte de pasajeros y correo de fabricación británica. Fue uno de los aviones comerciales más destacados del periodo de entreguerras. Los siete aviones (dos en versión postal) construidos en 1938-39 fueron operados en rutas de largo alcance hasta 1943. Su estructura estaba construida en madera según un novedoso sistema denominado sándwich, que más tarde tendría tanto éxito con el DH.98 Mosquito.

## Diseño y desarrollo

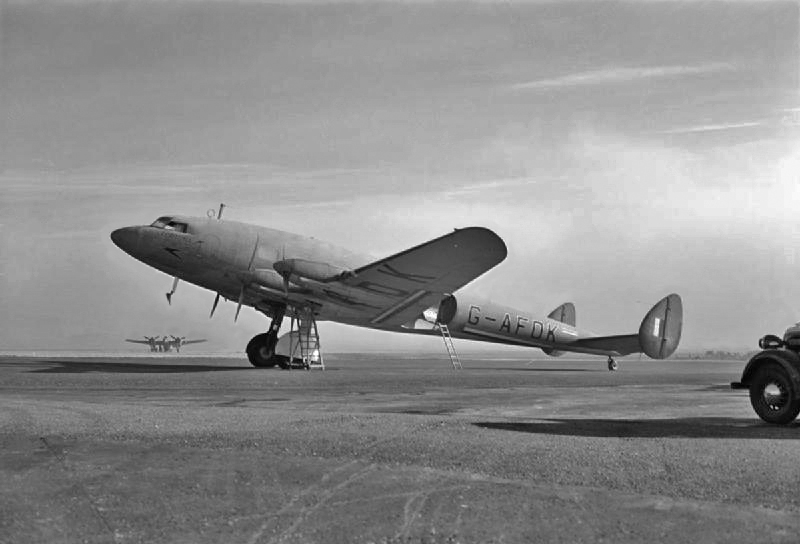
DH.91 Albatross (G-AFDK) Fortuna, en Bristol (Whitchurch).

El DH.91 fue diseñado en 1936 por Arthur Ernest Hagg, diseñador jefe de la compañía De Havilland Aircraft Company, según la Especificación 36/35 del Ministerio del Aire por un avión de correo transatlántico. El avión fue notable por el sistema de construcción denominado tipo sándwich de su fuselaje que con tanto éxito se utilizó más tarde en el De Havilland DH.98 Mosquito, una combinación de dos capas de contrachapado reforzado para aviones y madera de balsa en medio. Estaba propulsado por cuatro motores en línea V12 De Havilland Gipsy Twelve que movían hélices de velocidad constante; el tren de aterrizaje principal se retraía mediante un sistema eléctrico. En un principio, el prototipo tenía dos derivas a media envergadura de los estabilizadores, pero, después de las primeras evaluaciones se rectificaron, de modo que la cola incorporó derivas terminales con timones de dirección compensados.

## Historia operacional
El primer prototipo, de los dos que se construyeron, voló por primera vez el 20 de mayo de 1937. Sin embargo, el desarrollo de este modelo no estuvo exento de problemas. El primer prototipo, debido a problemas con el sistema de retracción del tren de aterrizaje, tuvo que realizar un aterrizaje de vientre el 31 de marzo de 1938, y unos meses después, durante unas pruebas de capacidad de carga, el segundo se partió en dos, revelando una debilidad estructural de la sección trasera. Los dos aviones fueron reparados, realizándose las modificaciones pertinentes, y pasaron a ser utilizados experimentalmente por Imperial Airways. La única temporada significativa de su operación fue durante el verano de 1939, cuando eran el modelo principal en la ruta de dos horas desde Croydon hasta París-Le Bourget.
Su gran alcance (5360 km) hizo concebir otros usos, así que, con el inicio de la Segunda Guerra Mundial, la Real Fuerza Aérea consideró su autonomía y velocidad útiles para realizar vuelos de enlace y correo entre Gran Bretaña e Islandia; los dos aviones fueron requisados y entraron en servicio con el 271.er Escuadrón en septiembre de 1940, operando entre Prestwick y Reikiavik, pero ambos resultaron destruidos en accidentes al aterrizar en Reikiavik en el espacio de nueve meses: el Faraday en 1941, y el Franklin en 1942.
Aunque diseñado como un avión postal, se desarrolló una versión para transportar 22 pasajeros con cuatro tripulantes; las principales diferencias fueron la instalación de ventanillas adicionales y la sustitución de los flaps de borde de fuga divididos por ranurados. Entre octubre de 1938 y junio de 1939 se entregaron a Imperial Airways (BOAC desde septiembre de 1940) cinco ejemplares. La primera entrega a Imperial Airways fue el DH.91 G-AFDI Frobisher en octubre de 1938. Los cinco aviones que transportaban pasajeros fueron operados en rutas desde Croydon hasta París, Bruselas y Zúrich. En tiempo de guerra operaron en las rutas Bristol-Lisboa y Bristol-Shannon, desde el aeropuerto de Bristol (Whitchurch), hasta septiembre de 1943.
El Frobisher resultó destruido durante un ataque aéreo alemán en Whitchurch en 1940, el Fingal resultó dañado e irreparable en un aterrizaje forzoso después de una fallo en la tubería de combustible en 1940 en Pucklechurch y el Fortuna se estrelló cerca del aeropuerto de Shannon en 1943. Se encontró que este último accidente fue debido al deterioro de las estructuras de contrachapado del ala de la aeronave. En vista de la vulnerabilidad de los dos aviones supervivientes a problemas similares, y por falta de repuestos, los Falcon y Fiona fueron desguazados en septiembre de 1943.

### Aviones

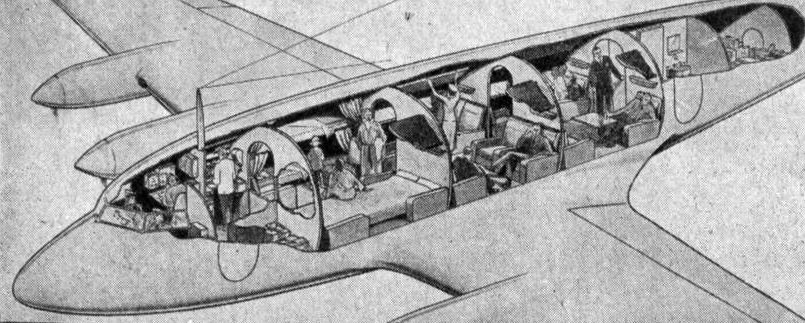
Corte esquemático del Albatross en L'Aerophile de enero de 1939.

Faraday
De la variante postal, se entregó a Imperial Airways en agosto de 1939 y matriculado G-AEVV. Se transfirió a BOAC cuando se formó en 1940, pero entró en  servicio en la RAF con la matrícula AX903 para ser operado por el 271.er Escuadrón. Resultó destruido en un accidente al aterrizar en Reikiavik el 11 de agosto de 1941.
Franklin
De la variante postal, se entregó a BOAC como Franklin y matriculado G-AEVW. Requisado y puesto en servicio con la RAF con la matrícula AX904 para ser operado por el 271.er Escuadrón. Resultó destruido cuando el tren de aterrizaje se rompió al aterrizar en Reikiavik el 7 de abril de 1942.
Frobisher
Versión de pasaje matriculada G-AFDI y entregada a Imperial Airways como Frobisher en 1938. Fue destruido en tierra durante un ataque aéreo alemán en el aeropuerto de Whitchurch el 20 de diciembre de 1940.
Falcon
Versión de pasaje matriculada G-AFDJ; se entregó a Imperial Airways como Falcon en 1938. Fue desguazado en septiembre de 1943.
Fortuna
Versión de pasaje matriculada G-AFDK y entregada a Imperial Airways (más tarde BOAC) como Fortuna en 1939. Destruido en un aterrizaje cerca del aeropuerto de Shannon, Irlanda, el 16 de julio de 1943.
Fingal
Versión de pasaje matriculada G-AFDL y entregada a Imperial Airways (más tarde BOAC) como Fingal en 1939. Destruido en un aterrizaje forzoso cerca de Pucklechurch, Gloucestershire, Inglaterra, el 6 de octubre de 1940.
Fiona
Versión de pasaje matriculada G-AFDM, se entregó a Imperial Airways (más tarde BOAC) como Fiona en 1939. Fue desguazado en septiembre de 1943.

## Operadores
Reino Unido
- Imperial Airways, que fue reorganizada como British Overseas Airways Corporation, recibió los siete aviones.
- Real Fuerza Aérea

## Especificaciones
Referencia datos: Jane's All the World's Aircraft 1938, British Civil Aircraft since 1919

### Características generales
- Tripulación: Cuatro (piloto, copiloto, radio operador y asistente)
- Capacidad: 22-30 pasajeros
- Longitud: 21,8 m (71,6 ft)
- Envergadura: 32 m (105 ft)
- Altura: 6,8 m (22,2 ft)
- Superficie alar: 100,1 m² (1077,9 ft²)
- Perfil alar: RAF-34 mod[13]
- Peso vacío: 9662 kg (21 295 lb)
- Peso máximo al despegue: 13 381 kg (29 491,7 lb)
- Planta motriz: 4× motor lineal invertido V-12 sobrealimentado con caja reductora refrigerado por aire De Havilland Gipsy Twelve (King I).
  - Potencia: 309 kW (426 HP; 420 CV) a 2450 rpm a 2400 m (8000 pies), o 380 kW (510 hp) a 2600 rpm al despegue cada uno.
- Hélices: 1× De Havilland bipala de velocidad constante por motor.
- Diámetro de la hélice: 3,2 m
- Capacidad de combustible:
  - Avión comercial: 2000 L en dos depósitos ventrales.
  - Avión postal: 6001 L en cuatro depósitos en la cabina principal.

### Rendimiento
- Velocidad máxima operativa (Vno): 362 km/h (225 MPH; 195 kt)
- Velocidad crucero (Vc): 340 km/h (211 MPH; 184 kt) al 77 % de potencia a 3400 m (11 000 pies)
- Alcance: 1720 km (929 nmi; 1069 mi)
- Techo de vuelo: 5700 m (18 701 ft)
- Régimen de ascenso: 5,2 m/s (1018 ft/min)
- Carga alar: 134 kg/m² (27,4 lb/ft²)
- Potencia/peso: 0,1182 kW/kg (0,0719 hp/lb)
- Techo absoluto: 6200 m (20 500 pies)
- Tiempo a altitud:
  - 7 min para 1500 m (5000 pies).
  - 14 min para 3000 m (10 000 pies).
  - 26 min para 4600 m (15 000 pies).

## Aeronaves relacionadas

### Aeronaves similares
- Focke-Wulf Fw 200 Condor
- Junkers Ju 90
- Boeing 307 Stratoliner
- Potez 661 & 662
- Bloch MB.160
- Fairey FC1

### Secuencias de designación
- Secuencia DH._ (interna de de Havilland): ← DH.88 - DH.89 - DH.90 - DH.91 - DH.92 - DH.93 - DH.94 →